# Balgo-Zaocé
Pour les articles homonymes, voir Balgo.
Balgo-Zaocé est une commune située dans le département de Gounghin de la province de Kouritenga dans la région du Centre-Est au Burkina Faso.